# 維達Ⅰ：過去的碎片
《維達Ⅰ：過去的碎片》（英語：Vader Episode I: Shards of the Past）是由YouTuber“Star Wars Theory”於2018年創作的星戰粉絲電影。2018年12月20日，影片在加州洛杉磯的地標攝政劇院舉行了一場放映，並於2018年12月21日將其放映到YouTube。

## 外部連結
- YouTube上的Vader Episode I: Shards of the Past
- 互联网电影数据库（IMDb）上《維達Ⅰ：過去的碎片》的资料（英文）
- Star Wars Theory's official website